# 줄리아 차일드
줄리아 캐롤린 차일드(혼전성 맥윌리엄스(McWilliams), 영어: Julia Carolyn Child, 1912년 8월 15일~ 2004년 8월 13일)는 미국의 요리연구가이자 셰프이다. 1960~70년대 미국에 프랑스 요리를 소개해 대중화 시켰다.